# LaTeX Project Public License
Die LaTeX Project Public License (oft LPPL abgekürzt) ist eine Softwarelizenz, die ursprünglich für das Textsatzprogramm LaTeX geschrieben wurde und in dessen Umfeld weit verbreitet ist. Sie ist für die Lizenzierung freier Software geeignet, verzichtet jedoch auf eine Copyleft-Klausel und ist zu vielen anderen Lizenzen wie der GNU General Public License inkompatibel. Im Jahr 2010 wurde die Lizenz von der Open Source Initiative als freie Lizenz anerkannt.

## Grundlegende Intention
Die LPPL entwickelte sich aus der ursprünglich von Donald Knuth für TeX entworfenen Lizenz. Diese erlaubte zwar die Weiterverwendung des Quellcodes für beliebige Zwecke, aber eine damit erstellte Software dürfe sich nur dann TeX nennen, wenn sie alle Anforderungen des ursprünglichen kanonischen Systems erfülle. Knuth wollte mit dieser Forderung ein hohes Maß an Kompatibilität sicherstellen, insbesondere dass zukünftige Weiterentwicklungen von TeX bestehende Dokumente auch in hundert Jahren noch verarbeiten können, ohne dass sich irgendwelche Änderungen der Ausgabe ergeben würden:

„LPPL attempts to preserve the fact that something like LaTeX is a language which is used for communication, that is if you write a LaTeX document you expect to be able to send it to me and to work at my end like it does at yours.“

## Besonderheiten der Lizenz

### Dateinamen-Klausel
Die Dateinamen-Klausel ist die ungewöhnlichste – und gleichermaßen umstrittenste – Besonderheit der LPPL: Sie fordert, dass eine modifizierte Datei nicht unter demselben Dateinamen wie die ursprüngliche Datei verbreitet werden darf. Die Debian-Linux-Gemeinschaft erwog, wegen dieser Klausel sämtliche LPPL-Software aus ihrer GNU/Linux-Distribution zu entfernen, da sie nicht mit den Debian-Richtlinien für Freie Software (DFSG) vereinbar sei.
Diese Kontroverse führte nach gründlicher Diskussion zu einer Lockerung dieser Vorschrift in Version 1.3 der LPPL. Seitdem reicht es aus, wenn sich eine Komponente sowohl im Quelltext als auch zur Laufzeit klar und eindeutig als modifizierte Version ausgibt, obwohl ein Wechsel des Dateinamens weiterhin empfohlen wird. Dies besänftigte die rechtlichen Bedenken der Debian-Gemeinschaft.

### Maintainer
Die LPPL ermöglicht die Benennung eines Maintainers, um die Fortentwicklung der Software auch dann zu ermöglichen, wenn der ursprüngliche Inhaber des Copyrights daran kein Interesse mehr hat. Ein Maintainer kann seine Position an einen Nachfolger übergeben; ist er jedoch nicht mehr erreichbar, kann der Maintainer-Status von einer neuen Person beansprucht und nach einer dreimonatigen Widerspruchsfrist übernommen werden.
Der Maintainer ist insbesondere nicht an die oben beschriebene Dateinamen-Klausel gebunden.

### Copyright
Das Copyright für die LPPL liegt beim LaTeX-Projekt-Team, weshalb sie zwar kopiert und weiterverbreitet, aber nicht geändert werden darf. Analog zur Dateinamen-Klausel kann sie jedoch als Basis für eine neue Lizenz unter einem neuen Namen dienen.